# Kwaidan
Kwaidan (Brasil: As 4 Faces do Medo ) é um filme japonês dirigido por Masaki Kobayashi e lançado em 1964.